# Остап Бендер
Оста́п Ибраги́мович Бе́ндер — главный персонаж и антигерой романов Ильи Ильфа и Евгения Петрова «Двенадцать стульев» и «Золотой телёнок». Мошенник и авантюрист, «великий комбинатор», «идейный борец за денежные знаки», знавший «четыреста сравнительно честных способов отъёма (увода) денег». Один из самых популярных героев плутовского романа в русской литературе.
Сам Бендер представляется как Остап-Сулейман-Берта-Мария-Бендер-бей (в «Двенадцати стульях») и Бендер-Задунайский (в «Золотом телёнке»). В романе «Золотой телёнок» Бендера также именуют Остап Ибрагимович.

## Биография

### Происхождение имени
Прошлое Остапа весьма туманно. Авторами романов его прошлое упоминается вскользь:
Из своей биографии он обычно сообщал только одну подробность: «Мой папа, — говорил он, — был турецко-подданный»
Известно, что авторы романа «Двенадцать стульев» посвятили его Валентину Катаеву, положили в основу сюжета успешную тогда его повесть «Растратчики», но ввели туда молодого героя, главным прототипом которого (или одним из двух главных прототипов наряду с Осипом Шором) был сам Валентин Катаев, хотя он в своих воспоминаниях это не упомянул и решил поддержать легенду читателей романа «12 стульев» о босяцком одесском происхождении Остапа Бендера. Многое, приписываемое Осипу Шору, реальный Осип Шор не совершал (например, никогда не был турецкоподданным и был российским подданным и военнообязанным), но зато это было в духе искрящегося юмором Валентина Катаева, в то же время считавшего себя оставшимся в тылу противника бойцом ушедшей в Турцию Русской армии.
По одной из версий, во время командировки в Саратов Ильф и Петров узнали о местном миллионщике Андрее Ивановиче Бендере, разбогатевшем после того, как он перевозил очень большую сумму чужих денег и его якобы ограбили. Ильфу и Петрову понравилось название фирмы «Андрей Иванович Бендер и сыновья», и они решили написать об одном из сыновей.
По другой версии, Ильф и Петров намеренно дали Бендеру «интернациональное» украинско- (Остап) -немецко-еврейско- (Бендер) -турецкое (Ибрагимович, -Сулейман, -бей) имя как раз для того, чтобы исключить указанные выше толкования и подчеркнуть универсальность, всеобщность этой личности. Как известно, Одесса — город интернациональный, каким был и дуэт авторов «Двенадцати стульев» и «Золотого телёнка».
Что же касается так называемых «турецкоподданных», то так до Революции в Одессе называли евреев-сионистов, которые собирались переехать на Землю Обетованную. До 1918 года Израиль (тогда Палестина) находился в составе Османской империи, поэтому все желающие туда переехать были обязаны принять турецкое подданство. Кроме того, во время Первой мировой войны желающие уклониться от призыва на военную службу приобретали себе сертификаты о подданстве страны-противника, а в Одессе чаще всего приобретали подданство Османской Турции (реже — Болгарии). Помимо евреев были также турецкоподданные греки и армяне.
Возможность заимствования одесскими авторами фамилии главного героя от названия близлежащего к их родине города, который так и называется — Бендеры, высказал историк Виктор Худяков. Ведь в романе «12 стульев» упоминается и акробатка театра Колумба Жоржетта Тираспольских — а Бендеры и Тирасполь расположены друг напротив друга на разных берегах Днестра.
Кроме того, у города Бендеры турецкое прошлое, а широко известная за пределами города самая главная его достопримечательность — турецкая крепость, а затем русская крепость.
Финал романа «Золотой телёнок» тоже подтверждает версию В. Худякова: Остап не переходит границу СССР с Польшей либо Финляндией, не плывёт через море в сторону Стамбула, а выбирает для перехода Румынию, реку Днестр, возле Тирасполя — а на другом берегу, с бывшей тогда оккупированной румынами стороны — как раз город Бендеры.

### Жизнь Бендера до 1927 года
Почти всё, что мы знаем о жизни Остапа помимо непосредственно описанных в романах событий, известно лишь с его слов. А судя по характеру персонажа, многое он мог и выдумать, то ли для сиюминутной выгоды, то ли для красного словца, а то ли ещё зачем-либо. Потому относиться к этим «фактам биографии» следует с осторожностью.
По его словам, Остап родился то ли в 1899—1900 году (в «Двенадцати стульях» летом 1927 года он называет себя «мужчиной двадцати семи лет»), то ли в 1896—1897 (в «Золотом телёнке» осенью 1930 года Бендер говорит: «Мне тридцать три года, возраст Иисуса Христа…»).
Опять же с его собственных слов, Остап имеет дворянское происхождение (в «Двенадцати стульях» после спасения от расправы васюкинских любителей Бендер говорит Воробьянинову: «И меня похоронят, Киса, пышно, с оркестром, с речами, и на памятнике моём будет высечено: „Здесь лежит известный теплотехник и истребитель Остап-Сулейман-Берта-Мария Бендер-бей, отец которого был турецко-подданный и умер, не оставив сыну своему Остап-Сулейману ни малейшего наследства. Мать покойного была графиней и жила нетрудовыми доходами.“»).

Упоминается, что Бендер учился в «частной гимназии Илиади» (роман «Золотой телёнок», гл. XVII). Кроме того, в том же романе (гл. XIII) Остап Бендер, реагируя на упоминание Васисуалием Лоханкиным о «сермяжной правде жизни», со знанием дела замечает:
— Сермяжная?.. Она же посконная, домотканая и кондовая? Так, так. В общем, скажите, из какого класса гимназии вас вытурили за неуспешность? Из шестого? … Значит, до физики Краевича вы не дошли?
В ранней молодости Бендер «кормился тем, что показывал на херсонской ярмарке толстого, грудастого монаха, выдавая его за женщину с бородой — необъяснимый феномен природы» («Золотой телёнок», гл. XVI). В этом эпизоде прослеживается связь с образом известного американского авантюриста Финеаса Тейлора Барнума.
Из истории, рассказанной Бендером инженеру Щукину («Двенадцать стульев», гл. XXV), следует, что Остап зимой 1919 года жил в Миргороде, в охваченной Гражданской войной Украине. И, судя по подробностям рассказа о Вечном жиде («Золотой телёнок», гл. XXVII), Остап Бендер в этот период занимался контрабандой.
Известно, что в 1922 году Остап Бендер сидел в Таганской тюрьме — там его видел Яков Менелаевич (администратор театра Колумба), сидевший там же по «пустяковому делу». Бендер по выходе из тюрьмы чтит Уголовный кодекс (первый советский уголовный кодекс был принят как раз в 1922 году) и зарабатывает на жизнь способами, по возможности не подпадающими под его статьи.
Кроме того, Остап, по крайней мере, один раз был в Средней Азии до 1930 года.

### «Двенадцать стульев»
«В половине двенадцатого с северо-запада, со стороны деревни Чмаровки, в Старгород вошёл молодой человек лет двадцати восьми. За ним бежал беспризорный».
Так в романе впервые появляется великий комбинатор.

### «Золотой телёнок»
По мнению писателя Даниэля Клугера, структура «Золотого телёнка» представляет собой классический детектив, элементы которого пародируются.
Вся дилогия представляет собой биографию авантюриста, который поначалу был уголовником, а затем стал сыщиком, своего рода подпольным советским Видоком или Арсеном Люпеном.
Действия Остапа Бендера в первой части его биографии («12 стульев») могут подпадать под соответствующие статьи Уголовного кодекса, в то время как во второй части — «Золотом телёнке» — он, по сути, расследует преступление, хоть и с целью шантажа. Подобная двойственность героя вполне в духе классического детектива.

### Убийство и воскрешение героя
В предисловии к «Золотому телёнку» Ильф и Петров в шутливой форме рассказали о том, что к концу написания «Двенадцати стульев» возник вопрос об эффектной концовке. Между соавторами возник спор, убивать ли Остапа или оставить в живых, что даже стало причиной ссоры между соавторами. В конце концов, решили положиться на жребий. В сахарницу положили две бумажки, на одной из которых был нарисован череп с костями. Выпал череп — и через тридцать минут великого комбинатора не стало.
По свидетельству брата Е. Петрова — Валентина Катаева (в книге «Алмазный мой венец») сюжетная основа «Двенадцати стульев» была взята из рассказа Артура Конан Дойла «Шесть Наполеонов», в котором драгоценный камень был спрятан в одном из гипсовых бюстиков французского императора. За бюстиками охотилось двое преступников, причём один из них в конце концов перерезал горло своему сообщнику. Кроме того, Катаев упоминает и об «уморительно смешной повести молодого, рано умершего советского писателя-петроградца Льва Лунца, написавшего о том, как некое буржуазное семейство бежит от советской власти за границу, спрятав свои бриллианты в платяную щётку».
В романе «Золотой телёнок» Остап «воскрес». Шрам на шее, описанный авторами, говорит о том, что бывший студент Иванопуло вернулся домой достаточно вовремя для того, чтобы «хирурги смогли спасти мою молодую жизнь».
В конце «Золотого телёнка» Остап был ограблен румынскими пограничниками при переходе границы, но остался в живых, что может говорить о намечавшемся продолжении приключений Остапа.
В 1933 году в печати появились анонсы третьего романа о Бендере под условным названием «Подлец», но этот замысел Ильфа и Петрова остался неосуществлённым из-за трудности поиска нового сюжета. Зато с конца XX века в российской печати появилось несколько вольных «продолжений» похождений великого комбинатора. Авторами этих произведений выступают: Борис Леонтьев («Новые приключения Остапа Бендера», 1996), Анатолий Вилинович («Дальнейшие похождения Остапа Бендера», 1997; «Остап Бендер в Крыму», 2014), Дмитрий Агалаков («Аргентинское танго или новые приключения великого комбинатора», 2015), Илья Риф («Великий комбинатор и потомки. Новые приключения. Книга 1,2»), Алексей Хорунжий («О, Рио, Рио или новые приключения О.Бендера», 1998), Альберт Акопян и Владислав Гурин («Кавалер ордена Золотого Руна», 1997, роман создан на основе обработки литературного наследия Ильи Ильфа и Евгения Петрова), Алексей Митрофанов («12 кресел», 2005).

## Внешность и некоторые характеристики
Прототипом Остапа Бендера стал реально существовавший одессит Осип Шор (по прозвищу Остап). Он служил в уголовном розыске по борьбе с бандитизмом. Шор был мистификатором, и достоверных данных о его жизни почти нет.
Ильф и Петров сохранили внешность прототипа: книжный герой описан как привлекательный молодой человек 28 лет (в «Золотом телёнке» — 33-х) атлетического телосложения. У него могучая шея, смуглая кожа, иссиня-чёрные волосы и голубые глаза. Неотъемлемые атрибуты — шарф и фуражка.
Основными чертами героя являются юмор, ум, доброта и человечность. Остап — оптимист, авантюрист, склонен к мошенничеству. Персонаж одинаково относится к людям, независимо от их положения и социального статуса. Речь героя состоит из бытовых, эмигрантских и советских клише. Ярко выраженных дефектов речи нет. То, как быстро герой переключается со сленга на сленг, указывает на его актёрский талант.

## Аферы
Живость характера, знание психологии, артистические способности и любовь к денежным знакам позволяли Остапу проводить довольно остроумные аферы, жертвами которых становились как отдельные граждане, так и большие группы лиц одновременно.
- В Старгороде для получения начального капитала для поиска стульев Остап в один вечер сколотил из местных «бывших» и нэпманов подпольную организацию для свержения Советской власти — «Союз меча и орала». Новообращённые борцы тут же пожертвовали «прибывшему из Берлина» лидеру солидную сумму. Члены «Меча и орала» настолько поверили в серьёзность затеи, что в конце концов явились с повинной в ОГПУ, а у одного из них (Кислярского) Бендеру ещё дважды удалось получить денежные субсидии на «святую цель» («Двенадцать стульев»).
- Там же Бендер выманил у архивариуса Коробейникова сведения о том, куда была распределена мебель Воробьянинова, выдавая себя за сына последнего. Вознаграждения архивариус не получил («Двенадцать стульев»).
- Также в Старгороде проник в дом престарелых, представившись инспектором пожарной охраны. Таким образом он смог осмотреть здание, выяснить судьбу одного из стульев, даром пообедать и получить с перепуганного заведующего взятку («Двенадцать стульев»).
- Ради стула мадам Грицацуевой Бендер женился на ней — просто украсть мебель у вдовы он посчитал ниже своего достоинства («Двенадцать стульев»). Заочный развод он получил позже, об этом упоминается в «Золотом телёнке».
- В Москве Остап добыл стулья у инженера Щукина, представившись посланцем его жены Эллочки, у Ляписа-Трубецкого, выдав себя за судебного исполнителя.
- Чтобы вместе с театром «Колумб» отправиться на пароходе в гастрольную поездку, Бендер назвался дипломированным художником, выпускником ВХУТЕМАС, а Воробьянинова представил своим подмастерьем. Этот обман, впрочем, быстро раскрылся по причине полного отсутствия у обоих художественных способностей («Двенадцать стульев»).
- В приволжском городке Васюки Остап представился международным гроссмейстером, дал платный сеанс одновременной игры в местной шахматной секции и убедил наивных провинциалов в реальности организации «Международного Васюкинского турнира 1927 года», на котором должны были встретиться сильнейшие шахматисты современности. После проведения турнира Васюки должны были стать новой столицей СССР (Нью-Москва), а впоследствии — и всего мира. В Васюках Бендер играл в шахматы второй раз в жизни («Двенадцать стульев»).
- В Пятигорске Остап успешно продавал отдыхающим билеты для входа в открытый для всех «Провал» «с целью капитального ремонта Провала. Чтобы не слишком проваливался». Там же Бендер после пятиминутного инструктажа превратил чванливого бывшего дворянина Воробьянинова в квалифицированного попрошайку («Двенадцать стульев»).
- В городе Арбатове Бендер выдал себя за сына лейтенанта Шмидта и получил от председателя горисполкома небольшую материальную помощь. Когда в кабинет председателя неожиданно ввалился второй «сын лейтенанта» — Балаганов — Бендер сумел спасти ситуацию и безнаказанно уйти («Золотой телёнок»).
- Получив в своё распоряжение автомобиль Адама Козлевича, Бендер по пути в Черноморск некоторое время выдавал себя за командора большого автопробега, «снимая пенки, сливки и тому подобную сметану с этого высококультурного начинания», то есть попросту присваивая приготовленные для спортсменов бензин, запчасти и разносолы («Золотой телёнок»).
- По дороге в Черноморск Остап продал американским туристам технологию производства пшеничного самогона: «На дороге валялись деньги. Я их подобрал. Смотрите, они даже не запылились» («Золотой телёнок»).
- Упоминается, что Бендер не раз выступал перед публикой в качестве фокусника — «индийского брамина и йога, любимца Рабиндраната Тагора, заслуженного артиста союзных республик Иоканаана Марусидзе»: «Индийский факир. Курочка-невидимка. Номера по опыту Шерлока Холмса. Материализация духов и раздача слонов» («Золотой телёнок»). Скорее всего, это пародия на афиши тогдашних фокусников — Гарри Янсена «Данте» и других[19][20]. Иллюзионный репертуар обычный для того времени[20].
- Следствие по делу А. И. Корейко Бендер ведет без всяких на то полномочий, и, судя по тексту романа, даже не пытается выдавать себя за представителя власти. Тем не менее жулики и казнокрады трепещут перед ним и наперебой выкладывают нужную информацию. Чтобы иметь при этом официальное прикрытие, Остап создаёт фальшивую контору «Рога и копыта», чьё название стало нарицательным для фирм-однодневок («Золотой телёнок»).
- Оставшись в Черноморске без копейки, Бендер за одну ночь сочинил киносценарий «Шея» и продал его местной кинофабрике. Сценарий, судя по всему, никто из кинодеятелей даже не попытался прочитать («Золотой телёнок»).
- Добираясь вслед за Корейко к месту смычки Восточно-Сибирской магистрали, Бендер выдавал себя за корреспондента «Черноморской газеты». Деньги на расходы он раздобыл, продав журналисту Ухудшанскому «Торжественный комплект» — универсальную инструкцию по изготовлению газетных статей и очерков из готовых штампов, которую сам и составил («Золотой телёнок»).
- Пожалуй, единственное мероприятие Бендера, которое окончилось полным провалом — первая попытка шантажировать Корейко. Прожженный махинатор не моргнув глазом отрёкся от украденных из его кармана десяти тысяч рублей, и милицейская фуражка Остапа не произвела на него никакого впечатления («Золотой телёнок»).

## Образ Бендера в романах
Образы Бендера в романах «Двенадцать стульев» и «Золотой телёнок» сильно различаются. В «Двенадцати стульях» его образ схематичен, фактически это условный персонаж. Он практически не совершает ошибок, всё ему даётся удивительно легко, он оптимистичен и жизнерадостен. В «Золотом телёнке» образ Бендера более глубок, в нём уже можно почувствовать живого человека со всеми его болями, радостями и мечтами.

## Возможные прототипы
Основным прототипом Бендера считается Осип (Остап) Шор, бывший сотрудник уголовного розыска Одессы, младший брат поэта Натана Шора (Фиолетова). Он родился 30 мая 1899 в Никополе. В 1917—1919 пытался учиться в Петроградском Технологическом институте, но, возвращаясь в Одессу, пережил массу авантюр: с целью добычи средств к существованию представлялся то художником, то шахматным гроссмейстером, то женихом, то представителем подпольной антисоветской организации.
В пользу этой версии косвенно высказывается писатель Валентин Катаев: «что касается центральной фигуры романа Остапа Бендера, то он написан с одного из наших одесских друзей. В жизни он носил, конечно, другую фамилию, а имя Остап сохранено как весьма редкое. Прототипом Остапа Бендера был старший брат одного замечательного молодого поэта… Он не имел никакого отношения к литературе и служил в уголовном розыске по борьбе с бандитизмом…»
После издания книги О. Шор заявился к Ильфу и Петрову с целью потребовать «авторские», за использование образа, однако писатели, рассмеявшись, пояснили, что образ собирательный, посему о вознаграждении речи идти не может, однако выпили с ним «мировую», после которой Осип оставил свои претензии, попросив писателей лишь об одном — воскресить героя.
По мнению исследователя Сергея Белякова, прототипом Бендера в значительной степени является сам Валентин Катаев.
В 1926 году, за год до появления Бендера на страницах книги, в Москве, где жили Ильф, Петров и Катаев, с большим успехом (всего было дано двести спектаклей) в театре Вахтангова была поставлена пьеса Михаила Булгакова «Зойкина квартира», показывающая нравы НЭПа. В пьесе действует персонаж Аметистов, он же Путинковский, он же Антон Сигурадзе, весьма похожий на будущего Бендера. Это обаятельный пройдоха, артистичный плут, элегантный мошенник, весьма активный и красноречивый, выпутывающийся из различных ситуаций. Аметистов, как и Бендер, перед первым появлением в пьесе вышел из тюрьмы. Аметистов был расстрелян в Баку, как Бендер зарезан в Москве — но оба они чудесным образом воскресли. Аметистов может убедить кого угодно в чём угодно (кроме милиции). Голубая мечта Аметистова — Лазурный берег и белые штаны («- Ах, Ницца, Ницца!.. [ср. О, Рио, Рио!..] Лазурное море, и я на берегу его — в белых брюках!».
В пятой главе «Золотого теленка» Остап Бендер рассказывает компаньонам об опыте работы на клубных сценах в качестве факира, прорицателя и фокусника Иоканаана Марусидзе. Прототипом для эстрадного амплуа Великого комбинатора стал ленинградский артист Семен Савельевич Дубров (1883—1941), выступавший во второй половине 1920-х годов под псевдонимом Сен-Вербуд. Доказательства приведены в исследовании Андрея Федорова «Кто он, факир из „Золотого теленка“?».

## Бендер на экране
Экранизации романов были как в СССР, так и за границей. К примеру, «Двенадцать стульев» ставили в Польше, Германии, на Кубе. В первых зарубежных экранизациях были значительно изменены сюжет и имя главного героя. Ниже приведён список актёров, которые играли роль именно Остапа Бендера.
| Название | Исполнитель роли | Режиссёр фильма     | Дата выхода на экран |
| --- | ---------------- | ------------------- | -------------------- |
| 12 стульев | Игорь Горбачёв   | Александр Белинский | 1966                 |
| Игорь Горбачёв — первый Остап Бендер на телеэкране. Появился он в 1966 году в телеспектакле Ленинградского телевидения «12 стульев». |                  |                     |                      |
| |                  |                     |                      |
| Золотой телёнок | Сергей Юрский    | Михаил Швейцер      | 1968                 |
| Сергей Юрский стал первым Остапом Бендером в кино, снявшись в экранизации «Золотой телёнок» 1968 года. Примечательно, что на момент съёмок фильма возраст Юрского (1935 года рождения) составлял 33 года, в полном соответствии с романом: «Мне тридцать три года — возраст Иисуса Христа. А что я сделал до сих пор?..» |                  |                     |                      |
| |                  |                     |                      |
| 12 стульев | Фрэнк Ланджелла  | Мел Брукс           | 1970                 |
| Фрэнк Ланджелла сыграл Остапа Бендера в американской экранизации «12 стульев». Единственный из исполнителей в экранизациях романа, отвечающий авторской характеристике: «28 лет» (то есть молодой, а не зрелый мужчина, как все остальные), «с военной выправкой». |                  |                     |                      |
| |                  |                     |                      |
| 12 стульев | Арчил Гомиашвили | Леонид Гайдай       | 1971                 |
| Арчил Гомиашвили сыграл роль Остапа дважды: в картине Леонида Гайдая «12 стульев» и в фильме «Комедия давно минувших дней» Юрия Кушнерёва, вышедшем в 1980 году. Также в 1977 году вышел музыкальный фильм «Эти невероятные музыканты, или Новые сновидения Шурика», где прозвучали композиции из «12 стульев», а актёры фильма исполнили камео. В картине Гайдая Бендер говорит голосом Юрия Саранцева, из-за хрипа заболевшего Гомиашвили. Хотя возраст Арчила Гомиашвили совсем не соответствовал указанному в романе возрасту Бендера (актёру было уже 45 лет, когда он снимался), многие зрители считают его лучшим Бендером из всех экранизаций «Двенадцати стульев». Впоследствии Гомиашвили появился в образе «товарища Бендера» в домашнем задании команды КВН «Новые армяне» (игра была посвящена романам Ильфа и Петрова). |                  |                     |                      |
| |                  |                     |                      |
| Золотой телёнок | Иван Дарваш      | Миклош Синетар      | 1974                 |
| |                  |                     |                      |
| 12 стульев | Андрей Миронов   | Марк Захаров        | 1976                 |
| Роль Остапа Бендера стала одной из наиболее значимых в карьере Андрея Миронова. Примечателен тот факт, что актёр, также, как и сыгравший Кису Воробьянинова, Анатолий Папанов, безуспешно пытались получить эти роли у Гайдая, который предпочёл Миронову — Гомиашвили. Известна также отрицательная реакция Гайдая на постановку Захарова, называвшего картину «уголовным преступлением». Симпатии критиков и зрителей разделились, кто-то считает фильм Захарова лучшей адаптацией произведения Ильфа и Петрова, а Бендера в исполнении Миронова наиболее аутентичным. Так по мнению критика В. С. Кичина, Миронов идеально подходит для роли Бендера и здесь имеет место стопроцентное попадание в роль. По воспоминаниям Эльдара Рязанова, ради фильма Миронов готов был рисковать даже собственной жизнью.                       |                  |                     |                      |
| |                  |                     |                      |
| Комедия давно минувших дней | Арчил Гомиашвили | Юрий Кушнерёв       | 1980                 |
| Фильм «Комедия давно минувших дней», не является экранизацией романа Ильфа и Петрова. В нём Остап Бендер и Киса совместно с героями комедий Гайдая — Трусом и Бывалым разыскивают спрятанные сокровища. |                  |                     |                      |
| |                  |                     |                      |
| Мечты идиота | Сергей Крылов    | Василий Пичул       | 1993                 |
| Певец Сергей Крылов сыграл Остапа Бендера в фильме Василия Пичула «Мечты идиота» (1993). Бендеру около 40 лет. |                  |                     |                      |
| |                  |                     |                      |
| 12 стульев | Георгий Делиев   | Ульрике Оттингер    | 2003                 |
| В фильме немецкого режиссёра Ульрике Оттингер «Двенадцать стульев» главную роль сыграл одесский комик и участник «Маски-шоу» Георгий Делиев. |                  |                     |                      |
| |                  |                     |                      |
| 12 стульев | Николай Фоменко  | Максим Паперник     | 2005                 |
| |                  |                     |                      |
| Золотой телёнок | Олег Меньшиков   | Ульяна Шилкина      | 2006                 |
| Три фильма | Арам Вардеванян  | Игорь Зайцев        | 2021                 |
| В 2021 году вышли 3 фильма о юном Остапе Бендере — «Бендер: Начало», «Бендер: Золото империи» и «Бендер: Последняя афера». В дальнейшем эти фильмы с дополнениями будут объединены в телесериал «Бендер». Однако, данные релизы не являются экранизациями работ Ильфа и Петрова. |                  |                     |                      |

## Памятники
Остап Бендер увековечен памятниками в ряде городов:
- Рыбинск, Ярославская область — установленная в Рыбинске скульптура повторяет сцену из фильма Леонида Гайдая «12 стульев». Во вступительных кадрах фильма Остап Бендер показан входящим в Старгород, где он встретил уличного мальчишку. Съемки этой сцены были сделаны в Рыбинске на улице Стоялой, где и была установлена скульптура.
- Бердянск, Запорожская обл. — увековечен вместе с Шурой Балагановым в парке им. П. П. Шмидта.
- Жмеринка, Винницкая обл., возле вокзала — памятник в виде стоящего Остапа в окружении стульев (снесен по решению местных властей в 2012 году, возвращен на место 22 октября 2019 года).
- Екатеринбург — памятник Остапу Бендеру и Кисе Воробьянинову установлен в августе 2007 года на улице Белинского.
- Козьмодемьянск, Республика Марий Эл, прототип Васюков — памятник 12 стульям установлен на ул. Чернышевского.
- Краснодар — рядом со входом в кафе «Золотой телёнок» на улице Рашпилевской.
- Кременчуг, Полтавская обл. — ул. Соборная, возле ТРК «Галактика».
- Мелитополь, перекрёсток пр. Б. Хмельницкого и ул. Героев Украины, возле кафе «Сити».
- Москва, Троекуровское кладбище — памятник актёру Арчилу Гомиашвили в образе Остапа Бендера.
- Одесса — рядом со входом в один из ресторанов в центре, на Дерибасовской.
- Пятигорск — памятник возле «Провала».[43]
- Санкт-Петербург — памятник великому комбинатору установлен 25 июля 2000 года, в «день рождения» Остапа, на Итальянской улице, дом 4, недалеко от площади Искусств и Государственного Русского музея, при входе в бывший ресторан «Золотой Остап»[44].
  - Сестрорецк — Народный литературный музей Остапа Бендера[45]
- Старобельск, Луганская обл. — памятник Остапу Бендеру установлен в сквере у здания старобельского филиала Луганского национального университета «со стороны деревни Чмаровки» (подробнее см. Старобельск в творчестве Ильфа и Петрова).
- Харьков — ряд памятников (подробнее см. Памятники героям произведений Ильфа и Петрова в Харькове).
- Чебоксары — памятник Остапу Бендеру и Кисе Воробьянинову на бульваре Ефремова (Чебоксарском арбате).
- Элиста — памятник Остапу Бендеру с шахматным конём в руке. Установлен на проспекте Остапа Бендера в 1999 году. В августе 2022 года демонтирован.
- Крымск, Краснодарский край — памятник Остапу Бендеру, сидящему на скамейке, установлен на одной из центральных улиц города… прямо напротив районного управления полиции.
- с. Комаров, Винницкий район — памятник О. Бендеру, с 12-м стулом.
- пгт. Безенчук (Самарская область) — рядом со входом в железнодорожный вокзал установлен памятник Остапу Бендеру и Кисе Воробьянинову рядом с двенадцатым стулом, внешне повторяет композицию памятника из Чебоксар.

## Интересные факты
- В «Клубе 12 стульев» «Литературной газеты» есть рубрика «Рога и копыта» (по названию учрежденной Бендером фирмы-однодневки), в которой печатаются юмористические новости («стенгазета клуба»).
- Евгений Весник, будучи актёром театра Сатиры, сыграл Бендера сначала в «Золотом телёнке», который ставил Эммануил Краснянский в 1956 году, потом в «Двенадцати стульях», где был режиссёром Эраст Гарин. В общей сложности Е. Весник сыграл «великого комбинатора» более шестисот раз[46].
- В честь Остапа Бендера был назван ежегодный фестиваль юмора «Золотой Остап», проводившийся с 1992 года в Санкт-Петербурге, и вручавшиеся в рамках этого фестиваля премии.
- ОАО «ВИНАП» (бывш. Новосибирский пиввинкомбинат) выпускало пиво под маркой «Товарищ Бендер» с изображением на этикетке Бендера, Козлевича, Паниковского и Балаганова в автомобиле «Антилопа Гну» и с цитатами из книги. В настоящее время пиво с таким же названием выпускает ООО «Новосибирская пивоваренная компания»[47].
- В начале 1990-х один из исполнителей Бендера в кино, Арчил Гомиашвили, основал в Москве клуб/ресторан «Золотой Остап».
- В честь Остапа Бендера назван астероид (7113) Остапбендер, открытый астрономом Людмилой Карачкиной в Крымской астрофизической обсерватории 29 сентября 1986 года.
- В Козьмодемьянске работает Музей сатиры и юмора имени Остапа Бендера[48].